# Сан-Педру-да-Униан
Сан-Педру-да-Униан (порт. São Pedro da União) — муниципалитет в Бразилии, входит в штат Минас-Жерайс. Составная часть мезорегиона Юг и юго-запад штата Минас-Жерайс. Входит в экономико-статистический микрорегион Сан-Себастьян-ду-Параизу. Население составляет 6022 человека на 2006 год. Занимает площадь 258,511 км². Плотность населения — 23,3 чел./км².
Праздник города — 1 января.

## История
Город основан 1 января 1944 года.

## Статистика
- Валовой внутренний продукт на 2003 год составляет 19 862 404,00 реалов (данные: Бразильский институт географии и статистики).
- Валовой внутренний продукт на душу населения на 2003 год составляет 3403,43 реалов (данные: Бразильский институт географии и статистики).
- Индекс развития человеческого потенциала на 2000 год составляет 0,745 (данные: Программа развития ООН).